# Lavoro e previdenza oggi
Lavoro e previdenza oggi (LPO) è un periodico scientifico classificato in fascia A di diritto del lavoro e della previdenza sociale fondato nel 1974 da Eldo Chericoni. Dal 2012 il Direttore scientifico è il Prof. Avv. Antonio Pileggi.
La rivista con la pubblicazione di saggi di autorevoli studiosi tra cui, tra i tanti, Valente Simi, Fernando Di Cerbo, Luigi Montuschi, Massimo Viceconte, Maurizio Cinelli, Antonio Vallebona, Giulio Prosperetti, Mattia Persiani, Sergio Magrini, Roberto Pessi, Giuseppe Santoro-Passarelli, segue gli sviluppi della società e del diritto del lavoro da oltre quaranta anni.
La composizione dei comitati scientifici succedutisi nel tempo ha annoverato alcuni tra i più importanti studiosi della materia, anche stranieri.
Diffusa per abbonamento, è reperibile presso la quasi totalità dei Dipartimenti giuridici e Istituti e Biblioteche giuridiche delle Università italiane e di molti Enti istituzionali nazionali ed internazionali; è diffusa anche nelle principali Università europee e presso i più importanti Studi legali specializzati in diritto del lavoro.
Si è sovvenzionata sempre con risorse private ed ha dimostrato nel tempo carattere di indipendenza e originalità delle pubblicazioni, aperte senza preclusione a tutti gli Autori, anche a quelli meno conosciuti, purché apportatori di nuovi elementi utili ad alimentare il dibattito scientifico in materia giuslavoristica.